# Talmont-Saint-Hilaire (tổng)
Tổng Talmont-Saint-Hilaire là một tổng, nằm ở tỉnh Vendée trong vùng Pays de la Loire.

## Các xã
Tổng Talmont-Saint-Hilaire bao gồm các xã sau:
- Talmont-Saint-Hilaire (thủ phủ): 5 363 người (1999)
- Avrillé: 1 059 người (2005)
- Le Bernard: 623 người (1999)
- Grosbreuil: 1 257 người (1999)
- Jard-sur-Mer: 2 235 người (1999)
- Longeville-sur-Mer: 2 137 người (2004)
- Poiroux: 775 người (2005)
- Saint-Hilaire-la-Forêt: 423 người (1999)
- Saint-Vincent-sur-Jard: 871 người (1999)